# Свен Дельбланк

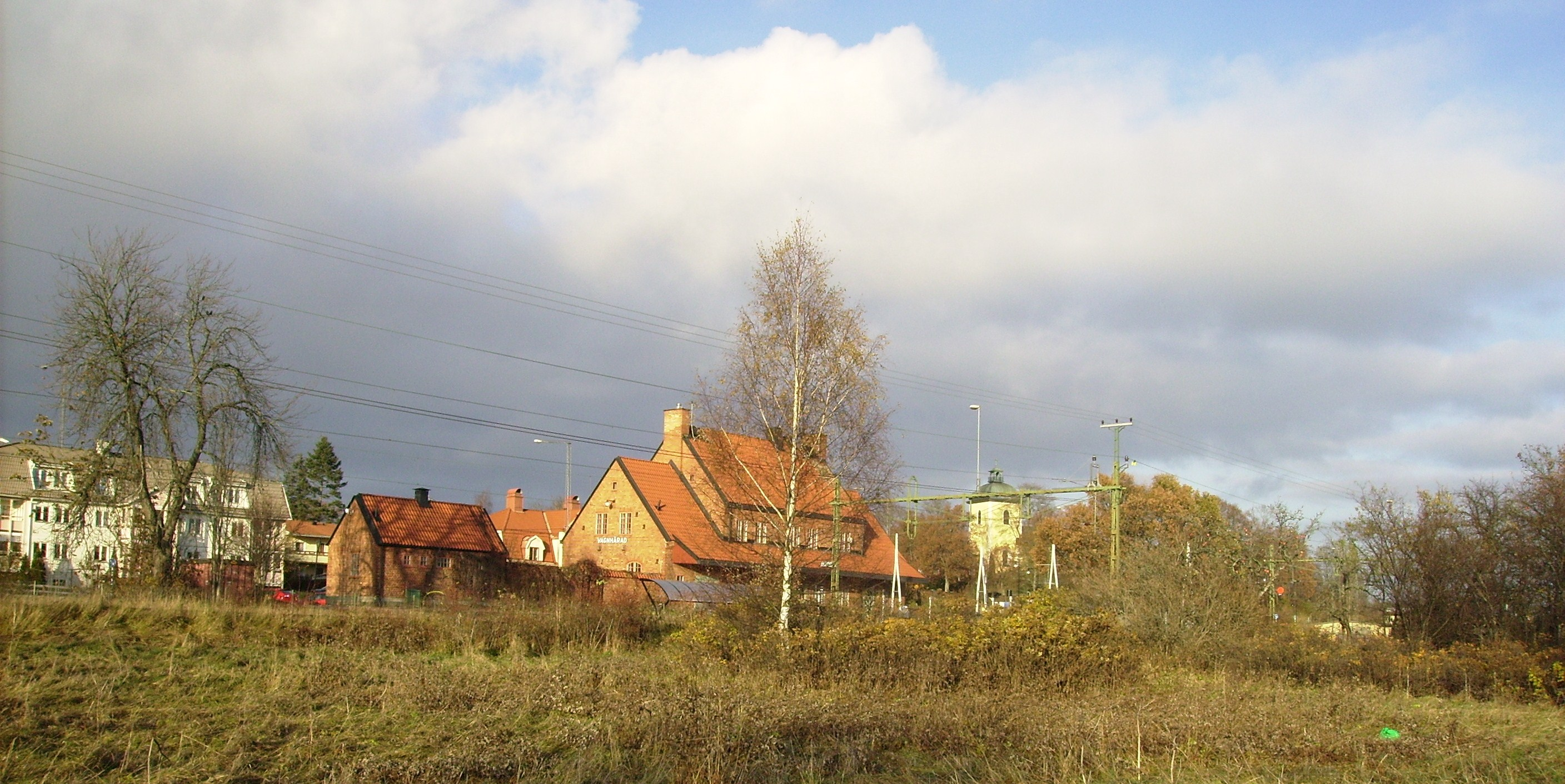
Містечко Ваґнгерад, у якому виріс Свен Дельбланк.

Свен Ге́рман А́ксель Дельбла́нк (швед. Sven Herman Axel Delblanc, нар. 26 травня 1931, Сван-Ривер, Манітоба, Канада — 15 грудня 1992, Суннерста, біля Уппсали) — шведський прозаїк, драматург, критик і літературознавець.

## Біографія
Свен Дельбланк народився третьою дитиною в емігрантській сім'ї фермера Сіґфріда Акселя Германа Дельбланка, яка мешкала в Канаді з 1928 по 1934 роки. Далі Свен разом із батьками та двома старшими сестрами жив у садибі «Мельна Евре» (Mölna Övre), на захід від Ваґнгерада, поблизу Труси. У 1942 році подружжя розпалося, й 1946 року Сіґрід повернувся до Канади. Його батько, Фрідріх Германн Дельбланк, працював друкарем у Стокгольмі, а народився в Лейпцигу, що в Саксонії. Дід по матері Свена Дельбланка був родом із Вессе, що у Вермланді, а бабуся по матері походила з Норвегії. Ще в XIV столітті Дельбланки жили на півдні Франції, поблизу Ле-Пюї-ан-Веле. Один із цього роду дезертирував за правління Наполеона І, під час Наполеонівських воєн, і опинився в Німеччині.
У 1944 році Свен разом із матір'ю переїжджає до Седертельє, а з травня по вересень 1947 року він гостює у батька в Канаді. У 1952-му, відбувши військову службу й склавши іспит, Свен вступає до Уппсальського університету, де вивчає історію літератури. 1955 року він одружується з Крістіною Екеґорд, у подружжя згодом народилися діти — донька Анна (1960) і син Фредрік (1967). Упродовж 1958—1964 років Свен Дельбланк пише літературно-критичні статті в газеті Arbetarbladet. 1959 року він складає ліценційний іспит з історії літератури й починає викладати. У 1962 році Дельбланк дебютує з романом «Рак-самітник», згодом його п'єси ставлять на радіо. 1965 він захищає докторську працю «Честь і пам'ять» — розвідку про шведську літературу XVIII століття — й далі викладає історію літератури на посаді доцента в Уппсальському університеті. У 1968—1969 роках він був запрошеним професором у Каліфорнійському університеті в Берклі. Написав низку літературознавчих праць. З початку 1970-х Дельбланк став письменником-професіоналом. Перш ніж 1971 року поїхати до Ірану, він під керівництвом Гассана Азранґа наполегливо вивчав перську мову та культуру. У 1976-му його вибрали почесним членом братства Седерманланду-Неріке в Уппсалі. У 1987—1989 Дельбланк працював редактором видання Den Svenska Litteraturen I—V разом із Ларсом Леннротом. У цій капітальній історії шведської літератури він сам написав багато статей, зокрема про Шерн'єльма, Стріндберга, Фредінґа, Гейденстама, Карлфельдта, Франса Бенґтссона і Яльмара Бергмана. За все своє життя Свен Дельбланк одержав сімнадцять різних літературних нагород.
Наприкінці 1990 року письменник дізнався, що в нього задавнений рак кісток і жити залишилося дуже мало. Тоді ж він вирішив видати «Колос життя», написаний головно в 1988 році, але «надто болючий, годі було його опублікувати». Дельбланк написав також «Останнє слово» — книжку з 55 щоденниковими записами, в яких автор зображає перебіг своєї хвороби й роздумує про смерть. За рік-два, що залишилися жити, Дельбланк створив також «Остюки», продовження «Колоса життя», яке вийшло у світ посмертно, в 1993 році. Друкував цей твір вказівним пальцем лівої руки, бо праву руку уразила хвороба. В останньому розділі цієї книжки, закінченої в червні 1992-го, автор зазначив:

| Не дуже важить те, чи хочу я ще писати. Але цей вказівний палець може створити цілий світ[5]. Оригінальний текст (швед.) Det betyder ju mindre om jag ännu vill skriva. Med ett pekfinger kan man skapa en värld. |
Встиг іще написати телеспектакль «Подорож додому», який поставили на Шведському телебаченні цього ж року.
Перед смертю Лебланка ходили чутки, що це він анонімно писав під псевдонімом Бу Балдерсон.
Свена Дельбланка поховали на кладовищі Гаммарбю в Уппсалі, за кілька кілометрів від кварталу Суннерста, де письменник проживав в останні роки.

## Творчість
Проза Дельбланка переважно притчового характеру. Йому належать цикл автобіографічних романів про придумане містечко Гедебю (насправді ж ішлося про Ваґнгерад) перед війною, під час і після Другої світової війни. Це «Пам'ять», «Кам'яний птах», «Зимовий барліг» і «Міська брама». За мотивами цих творів у 1978 році знято популярний телевізійний серіал «Жителі Гедебю» (Hedebyborna). Дід по матері письменника Аксель Нурдфельт — проповідник, що збожеволів, став прообразом Самуїла в романному циклі: «Книга Самуїла», «Самуїлові дочки», «Ніч у Єрусалимі», «Земля Ханаанська» й «Марія на самоті».

## Твори
- Eremitkräftan (1962) — «Рак-самітник»
- Robotbas (1963) — «Ракетна база», п'єса
- Prästkappan (1963) — «Ряса пастора», історичний роман
- Ariadne och påfågeln (1964) — «Аріадна і павич», п'єса
- Homunculus (1965) — «Гомункулус»
- Ära och minne (1965) (doktorsavhandling) — «Честь і пам'ять» (докторська дисертація)
- Göm dig i livets trä (1965) — «Не ховайся в дереві життя», п'єса
- Nattresa (1967) — «Нічна подорож»
- Åsnebrygga (1969) — «Тексти з поясненнями»
- Åminne (1970) — «Пам'ять», автобіографічний роман
- Zahak. Persiska brev (1971) — «Загак. Перський лист», дорожні записки
- Trampa vatten (1972) — «По воді ходити»
- Teatern brinner (1973) — «Театр горить»
- Stenfågel (1973) — «Кам'яний птах», автобіографічний роман
- Primavera (1973) — «Прімавера»
- Vinteride (1974) — «Зимовий барліг», автобіографічний роман
- Kastrater (1975) — «Кастрати», історичний роман
- Stadsporten (1976) — «Міська брама», автобіографічний роман
- Grottmannen (1977) — «Печерна людина»
- Morgonstjärnan (1977) — «Ранішня зоря», телеспектакль
- * Kastrater (1977) — «Кастрати», історична п'єса за мотивами однойменного роману
- Gunnar Emmanuel: en tidlös berättelse (1978) — «Ґуннар Еммануель: оповідь поза часом»
- Gröna vintern (1978) — «Зелена зима»
- Frans G Bengtsson (1978) — «Франс Ґ. Бенґтссон»
- Den arme Richard (1978) (melodram i två akter) — «Бідний Ріхард», мелодрама у двох актах
- Kära farmor (1979) — «Любий дідусь»
- Ung man på havet (1979) — «Молодик на морі»
- Stormhatten: Tre Strindbergsstudier (1979) — «Циліндр: три розвідки про Стріндберга»
- Speranza (1980) — «Сперанца», історичний роман
- Treklöver (1980) — «Трійця» (про Яльмара Бергмана, Бірґера Шеберга і Вільгельма Муберга)
- Samuels bok (1981) — «Книга Самуїла»
- Samuels döttrar (1982) — «Самуїлові дочки»
- Senecas död (1982) — «Смерть Сенеки», п'єса
- Jerusalems natt (1983) — «Ніч у Єрусалимі», історичний роман
- Minnen från Kanada (1984) — «Спогади про Канаду»
- Kanaans land (1984) — «Земля Ханаанська»
- Maria ensam (1985) — «Марія на самоті»
- Fågelfrö (1986) — «Пташиний зародок»
- Moria land (1987) — «Країна Морія», антиутопія
- Den svenska litteraturen (1987-90) — «Шведська література», 7 том, редагував разом із Ларсом Леннротом
- Änkan (1988) — «Вдова»
- Damiens (1988) — «Дам'єнс»
- Sörmland i minnet (1989), med Reinhold Ljunggrens konst. — «Сермланд у споминах», спільно з митцем Рейнгольдом Юнґреном
- Ifigenia (1990) — «Іфігенія», міфологічний роман
- Ragnar Johansson (1991) — «Раґнар Юганссон»
- Oanat — osett (1991), en överblick av Reinhold Ljunggrens bildvärld. — «Несподіване — небачене», огляд мистецького світу Рейнгольда Юнґрена
- Livets ax (1991) — «Колос життя», мемуари
- Slutord (1991) — «Останнє слово»
- Homerisk hemkomst: Två essäer om Iliaden och Odysséen (1992) — «Прибуття Гомера на батьківщину: два есеї про „Іліаду“ і „Одіссею“»
- Hemresa (1993) — «Подорож додому», телеспектакль
- Agnar (1993) — «Остюки»
- Kära Alice! (1995), ed. Lars Helander — «Люба Алісо!», видав Ларс Геландер
- Broder Ville, Käre snälle Sven (2006), ed. Lars Ahlbom, Inger Nettervik — «Брате Вілле, милий Свене», 26 листів, що написали один одному Вільгельм Муберг і Свен Дельбланк. Видали Ларс Альбом і Інґер Неттервік

## Сценарії телесеріалів
- Lekar i kvinnohagen (1968) — «Забава в „класики“»
- Hedebyborna (1978) — «Жителі Гедебю»
- Prästkappan (1986) — «Ряса пастора»
- Kära farmor (1990) — «Любий дідусь»
- Maskeraden (1992) — «Маскарад»
- Hemresa (1993) — «Подорож додому»

## Нагороди
- Літературна премія газети «Афтонбладет», 1965
- Медаль БМФ, 1970 (За «Пам'ять»)
- Літературна премія газети «Свенска даґбладет», 1970
- Велика літературна заохочувальна премія за роман, 1970
- Премія Цорна, 1971
- Премія Сікстена Геймана, 1974
- Медаль БМФ, 1981 (За «Книгу Самуїла»)
- Премія Сіґне Екблад-Ельд
- Літературна премія Північної Ради, 1982 (за «Книгу Самуїла»)
- Літературна премія мережі книготоргівлі Лундеквіста, 1984
- Евралідська премія, 1985
- Пілотська премія, 1986
- Премія Челльґрена, 1989
- Премія Litteris et Artibus, 1990
- Августівська премія, 1991 (за «Колос життя»)
- Медаль БМФ, 1991 (за «Колос життя»)
- Премія Ґерарда Бонніра, 1992

## Почесті
- У Ваґнгераді центральну площу містечка названо Гедебюторґет — дослівно «майдан містечка Гедебю». Під цією назвою Дельбланк описав свій рідний Ваґнгерад
- У Ваґнгераді на площі Гедебюторґет поставили пам'ятник Дельбланку за мотивами його роману «Пам'ять»
- Засновано Товариство Свена Дельбланка

## Лінки
- Сайт Товариства Свена Дельбланка [Архівовано 27 серпня 2006 у Wayback Machine.] (швед.), (англ.)
- На сайті IMDB [Архівовано 6 березня 2016 у Wayback Machine.]